# Andrej Kramarić
Andrej Kramarić, né le 19 juin 1991 à Zagreb en Croatie, est un footballeur international croate. Il évolue actuellement au poste d'attaquant au TSG Hoffenheim.

## Biographie

### Débuts en club
Né à Zagreb en Croatie, Andrej Kramarić est formé par le Dinamo Zagreb. Durant quatre saisons avec le Dinamo Zagreb, il affole les compteurs des championnats jeunes de Croatie en marquant le total ahurissant de 452 buts. Il devient alors le meilleur buteur de l’histoire du club dans les catégories jeunes.
Le 31 août 2013, lors de l'ultime journée du mercato estivale, Kramarić signe un contrat de deux ans avec Rijeka. Le 7 novembre 2013, il inscrit un but exceptionnel contre l'Olympique lyonnais en Ligue Europa et permet à Rijeka d'arracher le match nul 1-1. Lors de sa première saison, il totalise 28 buts en 34 matchs toutes compétitions confondues dont 17 buts dans le championnat croate.
Lors du mercato estival 2014, Kramarić est suivi de près par Arsenal, l'Olympique lyonnais, Málaga, l'OGC Nice, l'AS Saint-Étienne et le Club Bruges.
Le 28 août 2014, Kramarić inscrit un but en Ligue Europa contre le FC Sheriff Tiraspol en barrage retour de la Ligue Europa (Rijeka l'emporte 3-0). À la mi-saison 2014-2015, le joueur comptabilise 21 buts en 18 matchs de championnat pour un total de 28 buts en 31 matchs toutes compétitions confondues.
L'équipe anglaise de Chelsea, les équipes françaises de l'Olympique de Marseille et du Lille OSC ainsi que la Juventus de Turin sont intéressées par ce joueur après son début de saison remarquable,. Le 7 janvier 2015, c'est Leicester City qui l'enrôle pour la somme de 9.5 millions de livres sterling. Peu utilisé lors de la saison 2015-2016 avec deux apparitions en championnat, Leonardo Ulloa, Jamie Vardy et Shinji Okazaki lui étant préférés par Claudio Ranieri, un départ est évoqué au mercato d'hiver 2016, notamment à l'Olympique lyonnais. 

### TSG Hoffenheim
Le 20 janvier 2016, il est prêté à Hoffenheim. 
Le 25 mai 2016, Andrej Kramarić est recruté définitivement par le TSG Hoffenheim. Il signe un contrat le liant au club allemand jusqu'en juin 2020.
Le 17 août 2018, Kramarić prolonge son contrat avec Hoffenheim de deux ans, étant désormais lié au club allemand jusqu'en juin 2022.
Le 27 juin 2020, a l'occasion de son 150e match sous les couleurs de Hoffenheim, il inscrit un quadruplé face au Borussia Dortmund sur la pelouse du Signal Iduna Park.
Le 12 mars 2022, Kramarić prolonge con contrat avec Hoffenheim jusqu'en juin 2025.
Le 18 mai 2024, lors de la dernière journée de la saison 2023-2024 de Bundesliga, Kramarić est l'auteur d'un triplé face au Bayern Munich. En plus de ses trois buts, il délivre une passe décisive pour Maximilian Beier sur le premier but des siens, et permet à son équipe de s'imposer par quatre buts à deux. Cette performance, considérée comme l'une des meilleures de sa carrière, permet à son équipe de se qualifier pour la Ligue Conférence 2024-2025, Hoffenheim terminant septième du championnat.
En mai 2024, Kramarić compte 284 matchs joués pour TSG Hoffenheim, ce qui en fait alors le troisième joueur le plus capé de l'histoire du club. Il détient également le record de buts du club avec 132 réalisations à son actif, ce qui fait de lui l'une des légende du club.

### En sélection

#### Avec les équipes de jeunes
Andrej Kramarić participe au championnat d'Europe des moins de 19 ans 2010 avec la sélection croate des moins de 19 ans. Son équipe atteint la finale mais est battue par la France.
Avec l'équipe de Croatie espoirs, Kramarić inscrit cinq buts en neuf matchs, dont un dès sa première apparition, le 5 septembre 2009, contre la Norvège (victoire 1-3 des Croates).

#### Avec les A
En août 2014, Andrej Kramarić est convoqué pour la première fois avec l'équipe nationale de Croatie par le sélectionneur Niko Kovač. Il honore sa première sélection lors de ce rassemblement, le 4 septembre 2014 face à Chypre. Il est titularisé dans une attaque à deux avant-centre au côté de Mario Mandžukić, délivrant à ce dernier une passe décisive sur l'ouverture du score, et contribue ainsi à la victoire de son équipe par deux buts à un,.
Andrej Kramarić est retenu par le sélectionneur Zlatko Dalić dans la liste des 23 joueurs de l'équipe de Croatie pour participer à la coupe du monde 2018, qui se déroule en Russie. Lors du 1/4 de finale, face à la Russie il contribue à la qualification croate en égalisant à la 39e minute sur une passe de Mario Mandžukić. 
Parmi les joueurs croates en sélection, il se distingue par son refus de participer aux systèmes de corruption de Zdravko Mamić (sur la question, il affirme : « Tout le monde sait ce qu’il se passait et tout ce que vous avez entendu là-dessus est vrai »), et subirait en conséquence l'ostracisme de Luka Modrić et Dejan Lovren, qui collaborent plus volontairement avec Zdravko Mamić.
Il est convoqué par Zlatko Dalić, le sélectionneur de l'équipe nationale de Croatie, dans la liste des 26 joueurs croates retenus pour participer à l'Euro 2020.
Le 9 novembre 2022, il est sélectionné par Zlatko Dalić pour participer à la Coupe du monde 2022. Lors du deuxième match de poules face au Canada, il inscrit un doublé contribuant à la victoire croate. 
Le 20 mai 2024, il figure dans la liste des 26 joueurs croates retenus par Zlatko Dalić pour participer à l'Euro 2024. Le 19 juin, jour de ses 33 ans, il inscrit le but égalisateur face à l'Albanie lors du deuxième match de poules mais ne peut empêcher le match nul de son équipe (2-2 score final). Il s'agit d'un but particulier puisqu'il devient le troisième joueur à marquer un but le jour de son anniversaire durant un Euro. Seuls Wesley Sneijder en 2008 et Jean-François Domergue en 1984 l'avaient fait avant lui.

## Statistiques

### En club
| Saison                | Club                     | Championnat           | Championnat | Championnat | Coupe nationale | Coupe nationale | Coupe de la Ligue | Coupe de la Ligue | Supercoupe | Supercoupe | Compétition(s) continentale(s) | Compétition(s) continentale(s) | Compétition(s) continentale(s) | Total | Total |
| Saison                | Club                     | Division              | M.          | B.          | M.              | B.              | M.                | B.                | M.         | B.         | Comp.                          | M.                             | B.                             | M.    | B.    |
| 2008-2009             | Dinamo Zagreb            | Prva HNL              | 1           | 0           | -               | -               | -                 | -                 | -          | -          | -                              | -                              | -                              | 1     | 0     |
| 2009-2010             | Dinamo Zagreb            | Prva HNL              | 24          | 7           | -               | -               | -                 | -                 | -          | -          | C1+C3                          | 2+3                            | 0+0                            | 29    | 7     |
| 2010-2011             | Dinamo Zagreb            | Prva HNL              | 12          | 1           | 1               | 1               | -                 | -                 | -          | -          | C3                             | 2                              | 0                              | 15    | 2     |
| 2011-2012             | Dinamo Zagreb            | Prva HNL              | 1           | 0           | 2               | 1               | -                 | -                 | -          | -          | -                              | -                              | -                              | 3     | 1     |
| 2013-2014             | Dinamo Zagreb            | Prva HNL              | 4           | 2           | -               | -               | -                 | -                 | 1          | 0          | C1                             | 3                              | 1                              | 8     | 3     |
| Sous-total            | Sous-total               | Sous-total            | 42          | 10          | 3               | 2               | -                 | -                 | 1          | 0          | -                              | 10                             | 1                              | 56    | 13    |
| 2011-2012             | Lokomotiva Zagreb (prêt) | Prva HNL              | 13          | 5           | -               | -               | -                 | -                 | -          | -          | -                              | -                              | -                              | 13    | 5     |
| 2012-2013             | Lokomotiva Zagreb (prêt) | Prva HNL              | 32          | 15          | 6               | 4               | -                 | -                 | -          | -          | -                              | -                              | -                              | 38    | 19    |
| Sous-total            | Sous-total               | Sous-total            | 45          | 20          | 6               | 4               | -                 | -                 | -          | -          | -                              | -                              | -                              | 51    | 24    |
| 2013-2014             | HNK Rijeka               | Prva HNL              | 24          | 16          | 6               | 10              | -                 | -                 | -          | -          | C3                             | 4                              | 1                              | 34    | 27    |
| 2014-2015             | HNK Rijeka               | Prva HNL              | 18          | 21          | -               | -               | -                 | -                 | 1          | 0          | C3                             | 12                             | 7                              | 31    | 28    |
| Sous-total            | Sous-total               | Sous-total            | 42          | 37          | 6               | 10              | -                 | -                 | 1          | 0          | -                              | 16                             | 8                              | 65    | 55    |
| 2014-2015             | Leicester City           | Premier League        | 13          | 2           | 2               | 1               | -                 | -                 | -          | -          | -                              | -                              | -                              | 15    | 3     |
| 2015-2016             | Leicester City           | Premier League        | 2           | 0           | -               | -               | 3                 | 1                 | -          | -          | -                              | -                              | -                              | 5     | 1     |
| Sous-total            | Sous-total               | Sous-total            | 15          | 2           | 2               | 1               | 3                 | 1                 | -          | -          | -                              | 0                              | 0                              | 20    | 4     |
| 2015-2016             | TSG Hoffenheim (prêt)    | Bundesliga            | 15          | 5           | -               | -               | -                 | -                 | -          | -          | -                              | -                              | -                              | 15    | 5     |
| 2016-2017             | TSG Hoffenheim           | Bundesliga            | 34          | 15          | 2               | 3               | -                 | -                 | -          | -          | -                              | -                              | -                              | 36    | 18    |
| 2017-2018             | TSG Hoffenheim           | Bundesliga            | 34          | 13          | 2               | 0               | -                 | -                 | -          | -          | C1+C3                          | 2+4                            | 0+0                            | 42    | 13    |
| 2018-2019             | TSG Hoffenheim           | Bundesliga            | 30          | 17          | 1               | 0               | -                 | -                 | -          | -          | C1                             | 6                              | 5                              | 37    | 22    |
| 2019-2020             | TSG Hoffenheim           | Bundesliga            | 19          | 12          | 1               | 0               | -                 | -                 | -          | -          | -                              | -                              | -                              | 20    | 12    |
| 2020-2021             | TSG Hoffenheim           | Bundesliga            | 28          | 20          | 2               | 3               | -                 | -                 | -          | -          | C3                             | 4                              | 2                              | 34    | 25    |
| 2021-2022             | TSG Hoffenheim           | Bundesliga            | 32          | 6           | 3               | 2               | -                 | -                 | -          | -          | -                              | -                              | -                              | 35    | 8     |
| 2022-2023             | TSG Hoffenheim           | Bundesliga            | 32          | 12          | 2               | 0               | -                 | -                 | -          | -          | -                              | -                              | -                              | 34    | 12    |
| 2023-2024             | TSG Hoffenheim           | Bundesliga            | 30          | 15          | 1               | 2               | -                 | -                 | -          | -          | -                              | -                              | -                              | 31    | 17    |
| 2024-2025             | TSG Hoffenheim           | Bundesliga            | 32          | 11          | 3               | 0               | -                 | -                 | -          | -          | C3                             | 6                              | 0                              | 41    | 11    |
| 2025-2026             | TSG Hoffenheim           | Bundesliga            | 0           | 0           | 1               | 0               | -                 | -                 | -          | -          | -                              | -                              | -                              | 1     | 0     |
| Sous-total            | Sous-total               | Sous-total            | 286         | 126         | 18              | 10              | 0                 | -                 | -          | -          | -                              | 22                             | 7                              | 326   | 143   |
| Total sur la carrière | Total sur la carrière    | Total sur la carrière | 430         | 195         | 35              | 27              | 3                 | 1                 | 2          | 0          | -                              | 48                             | 16                             | 518   | 239   |

## Palmarès
- Champion de Croatie en 2010 et 2011 avec le Dinamo Zagreb
- Vice-Champion de Croatie en 2014 avec le HNK Rijeka
- Vainqueur de la Coupe de Croatie en 2011 avec le Dinamo Zagreb
- Vainqueur de la Supercoupe de Croatie en 2013 avec le Dinamo Zagreb, en 2014 avec le HNK Rijeka
- Champion d’Angleterre en 2016 avec Leicester
- Meilleur buteur de l'histoire du TSG Hoffenheim
- Finaliste de la Coupe du monde en 2018 avec la Croatie
- Médaillé de bronze à la Coupe du monde en 2022 avec la Croatie
- Finaliste de la Ligue des nations en 2023 avec la Croatie.